# Église Saint-Nicolas du Pin
L'église Saint-Nicolas du Pin est une église catholique romaine située à Bourgs sur Colagne, en France.

## Localisation
L'église est située sur l'ancienne commune de Pin-Moriès, devenue Le Monastier-Pin-Moriès en 1974, puis Bourgs sur Colagne en 2016, dans le département français de la Lozère.

## Historique
L'édifice est inscrit au titre des monuments historiques en 1986.